# Carlos Sainz
Carlos Sainz Cenamor, född 12 april 1962 i Madrid, är en spansk rallyförare och far till racerföraren Carlos Sainz, Jr.. Som 16-åring blev han spansk mästare i squash.
Sainz körde sitt första rally 1980. Han vann rally-VM två gånger, 1990 och 1992, i en Toyota Celica.
Under sin tid som rallyförare i VM vann han 26 rallyn, bland annat Rallye Monte-Carlo, – fler än någon annan hade lyckats med fram till den 3 september 2006 då fransmannen Sébastien Loeb tog sin 27:e seger och gick förbi. Han blev även den förste personen som ej kommer från ett nordiskt land, att vinna i Finland. Det gjorde han 1990 trots en bruten fot. Dessutom körde han Dakarrallyt för första gången under 2006.

## Segrar WRC
| Nr | Rally          | År   |
| -- | -------------- | ---- |
| 1  | Grekland       | 1990 |
| 2  | Nya Zeeland    | 1990 |
| 3  | Finland        | 1990 |
| 4  | Storbritannien | 1990 |
| 5  | Monaco         | 1991 |
| 6  | Portugal       | 1991 |
| 7  | Frankrike      | 1991 |
| 8  | Nya Zeeland    | 1991 |
| 9  | Argentina      | 1991 |
| 10 | Kenya          | 1992 |
| 11 | Nya Zeeland    | 1992 |
| 12 | Spanien        | 1992 |
| 13 | Storbritannien | 1992 |
| 14 | Grekland       | 1994 |
| 15 | Monaco         | 1995 |
| 16 | Portugal       | 1995 |
| 17 | Spanien        | 1995 |
| 18 | Indonesien     | 1996 |
| 19 | Grekland       | 1997 |
| 20 | Indonesien     | 1997 |
| 21 | Monaco         | 1998 |
| 22 | Nya Zeeland    | 1998 |
| 23 | Cypern         | 2000 |
| 24 | Argentina      | 2002 |
| 25 | Turkiet        | 2003 |
| 26 | Argentina      | 2004 |

- Wikimedia Commons har media som rör Carlos Sainz.